# NGC 2193
NGC 2193 (другое обозначение — ESO 86-SC57) — рассеянное скопление в созвездии Золотая Рыба.
Этот объект входит в число перечисленных в оригинальной редакции «Нового общего каталога».
Из-за неопределенности модуля расстояния Большого Магелланова облака возраст скопления тяжело определить. По данным CCD-фотометрии он составляет 2,2±0,6 миллиарда лет. Если он модуля расстояния БМО равен 18,2, то возраст скопления — 2,5±0,4 млрд. лет, а если 18,7, то возраст NGC 2193 — 1,8±0,4 млрд. лет. Область (поле) скопления содержит звёзды среднего возраста, но более старые звёзды преобладают.